# Salma Hayek
Salma Hayek Pinault, född Salma Valgarma Hayek Jiménez den 2 september 1966 i Coatzacoalcos i Veracruz, Mexiko, är en mexikansk-amerikansk skådespelare samt TV- och filmproducent.

## Biografi
Salma Hayek är av mexikansk-spanskt och libanesisk-armeniskt ursprung. Modern är spanskättad och fadern armenisk-libanesisk. Salma Hayek talar flytande spanska, engelska, franska, arabiska och portugisiska. Hon är exekutiv producent för den populära amerikanska serien Ugly Betty med America Ferrera som Betty.
Hayek blev känd i hemlandet Mexiko efter de två åren som titelrollsinnehavare i TV-såpan Teresa (1989–1991). Därefter flyttade hon till USA. Hon fick sitt internationella genombrott 1995, genom Desperado.
2004 blev hon nominerad till en Oscar i kategorin Bästa kvinnliga huvudroll för sitt porträtt av Frida Kahlo i filmen Frida.
Hayek har även regisserat musikvideon till Prince låt "Te Amo Corazón" från albumet 3121.

## Privatliv
Hayek gifte sig med den franske affärsmannen François-Henri Pinault på Alla hjärtans dag 2009. Den 21 september 2007 föddes deras första och enda barn, dottern Valentina Paloma Pinault.

## Filmografi (urval)
- 1993 – Mi Vida Loca
- 1994 – Midaq Alley
- 1995 – Desperado
- 1995 – Four Rooms
- 1996 – Follow Me Home
- 1996 – From Dusk Till Dawn
- 1997 – Ringaren i Notre Dame (TV-film)
- 1997 – Kärlek vid andra ögonkastet
- 1998 – Studio 54
- 1998 – Faculty
- 1999 – Wild Wild West
- 1999 – Dogma
- 2000 – Timecode
- 2000 – Traffic
- 2001 – In the Time of the Butterflies
- 2001 – Hotel
- 2002 – Frida (även produktion)
- 2003 – Spy Kids 3-D: Game Over
- 2003 – Once Upon a Time in Mexico
- 2004 – After the Sunset
- 2006 – Ask the Dust
- 2006 – Bandidas
- 2006 – Lonely Hearts Killers
- 2006–2007 – Ugly Betty (TV-serie) (TV-serie; producent och gästroll)
- 2007 – Across The Universe
- 2009 – Cirque du Freak: The Vampire's Assistant
- 2010 – Grown Ups
- 2011 – La chispa de la vida
- 2011 – Americano
- 2011 – Mästerkatten (röst)
- 2012 – Here Comes the Boom
- 2012 – Piraterna! (röst)
- 2012 – Savages
- 2013 – Grown Ups 2
- 2014 – Muppets Most Wanted
- 2014 – Everly
- 2015 – Den engelska romantikern
- 2015 – Tale of Tales
- 2016 – Sausage Party(Röst)
- 2017 – The Hitman's Bodyguard
- 2020 – Like a Boss
- 2023 – Magic Mike's Last Dance
- 2025 – Sacrifice